# Santa Olaja de la Vega
Santa Olaja de la Vega es una localidad y también una pedanía del municipio de Villaluenga de la Vega en la provincia de Palencia (España).

## Geografía
Enclavada en la comarca natural Vega-Valdavia, con centro en Saldaña.
Actividades económicas de localidad: agricultura, ganadería, turismo rural, industria agroalimentaria. Cuenta con el Museo Etnográfico "La Calceta".

## Topónimo
El nombre de la localidad, Santa Olaja, significa "Santa Olalla o Eulalia". Existen otras dos localidades del mismo nombre en las provincias de León y Burgos.

## Demografía
Evolución de la población en el siglo XXI
| Gráfica de evolución demográfica de Santa Olaja de la Vega entre 2000 y 2020 |
|                                                                              |
| Población de derecho (2000-2020) según el padrón municipal del INE           |

## Historia
A la caída del Antiguo Régimen la localidad se constituye en municipio constitucional que en el censo de 1842 contaba con 18 hogares y 94 vecinos, para posteriormente integrarse en Villaluenga de la Vega.